# Modiolus barbatus
Modiolus barbatus är en musselart. Modiolus barbatus ingår i släktet Modiolus och familjen blåmusslor. Inga underarter finns listade i Catalogue of Life.